# Amanda Hesser
Amanda Hesser (Doylestown, 1971) es una escritora, editora y autora de libros de cocina además de empresaria estadounidense. Fue la editora de alimentos de The New York Times Magazine, la editora de T Living, una publicación trimestral de The New York Times y autora de The Essential New York Times Cookbook, que fue un éxito de ventas de The New York Times, y co- fundadora y directora ejecutiva de Food52.

## Biografía
Tras terminar su primer libro, en 1997, Amanda Hesser fue contratada como reportera de alimentos para el The New York Times, donde escribió más de 750 historias. Mientras estuvo en el Times, escribió sobre la influencia de Costco en la industria del vino y cómo el Comité Asesor de Consumidores y Agricultores tomó decisiones para el Greenmarket de la ciudad de Nueva York. También fue una de las primeras en escribir sobre Ferran Adrià. El Bulli,en una importante publicación americana.
Trabajando en el Times Amanda Hesser estuvo involucrada en dos casos de conflicto de intereses. El primero en 2004 cuando otorgó al restaurante Spice Market una calificación de tres estrellas sin revelar que el año anterior el propietario del restaurante, Jean-Georges Vongerichten, había proporcionado una portada de cortesía para su libro Cooking for Mr. Latte. Después en 2007 cuando publicó una reseña favorable en  Vegetable Harvest de Patricia Wells, sin señalar que en 1999, Wells había proporcionado una nota publicitaria para el libro de Hesser The Cook and the Gardener. En ambos casos, el Times señaló posteriormente los conflictos de interés con las notas de los editores.
En 2008 Amanda Hesser abandonó el Times para centrarse en el desarrollo de Food52, aunque continuó escribiendo el artículo Recipe Redux para la revista Times hasta el 27 de febrero de 2011.
Como cofundadora y directora ejecutiva de Food52, ha recaudado dos rondas de inversión de partes que incluyen a Lerer Hippeau Ventures y Bertelsmann Digital Media Investments. Food52 ha ganado numerosos premios notables, incluido el Premio de la Fundación James Beard a la Publicación del Año (2012) y el Premio de la Asociación Internacional de Profesionales Culinarios al Mejor Sitio Web (2013). 
En febrero de 2017, al señalar que el 92 por ciento de la empresa era blanca, ella y su cofundador Merrill Stubbs emitieron una declaración sobre las formas en que la empresa pretendía corregir la falta de igualdad racial en su lugar de trabajo. En enero siguiente, publicaron una carta de seguimiento actualizando a los lectores sobre el progreso de sus esfuerzos, afirmando que su personal se había reducido al 76 por ciento de personas blancas.